# 红会路街道
红会路街道，是中华人民共和国甘肃省白银市平川区下辖的一个乡镇级行政单位。

## 行政区划
红会路街道下辖以下地区：
红星社区、红光社区、红卫社区、红川社区和红平社区。